# Juan de Persia

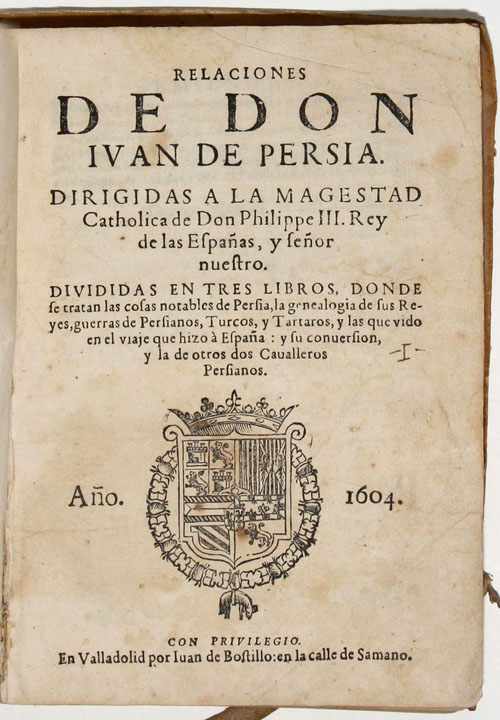
Relaciones de Don Juan de Persia. Valladolid, Juan de Bostillo, 1604. Diario de la embajada persa a Europa de 1599-1602 realizado por Juan de Persia, el secretario en compañía de Anthony Shirley. Con la ayuda sustancial de su mentor, Alfonso Remón, tradujo el texto al castellano, amplió su contenido con referencias a fuentes académicas y publicó la obra en 1604 como Relaciones de Don Juan de Persia. Todo rastro del original persa se ha perdido.

Uruch Beg, más tarde conocido por su nombre de bautismo de Juan de Persia o simplemente Don Juan (1560-1604), fue una figura hispano-persa de finales del siglo XVI y principios del XVII. También se le conoce como Faisal Nazary. Originario de Irán, y del clan Bayat Qizilbash, se trasladó más tarde hacia Occidente, se estableció en España y se convirtió en católico. Allí escribió un relato de Irán, su relación con el shah Abás el Grande y su viaje a España en la embajada persa a Europa (1599-1602). Posteriormente fue asesinado en 1604 durante una pelea callejera.
Don Juan era hijo del sultán Ali Beg, hermano del embajador iraní Husain Ali Beg.